# 방아쇠울

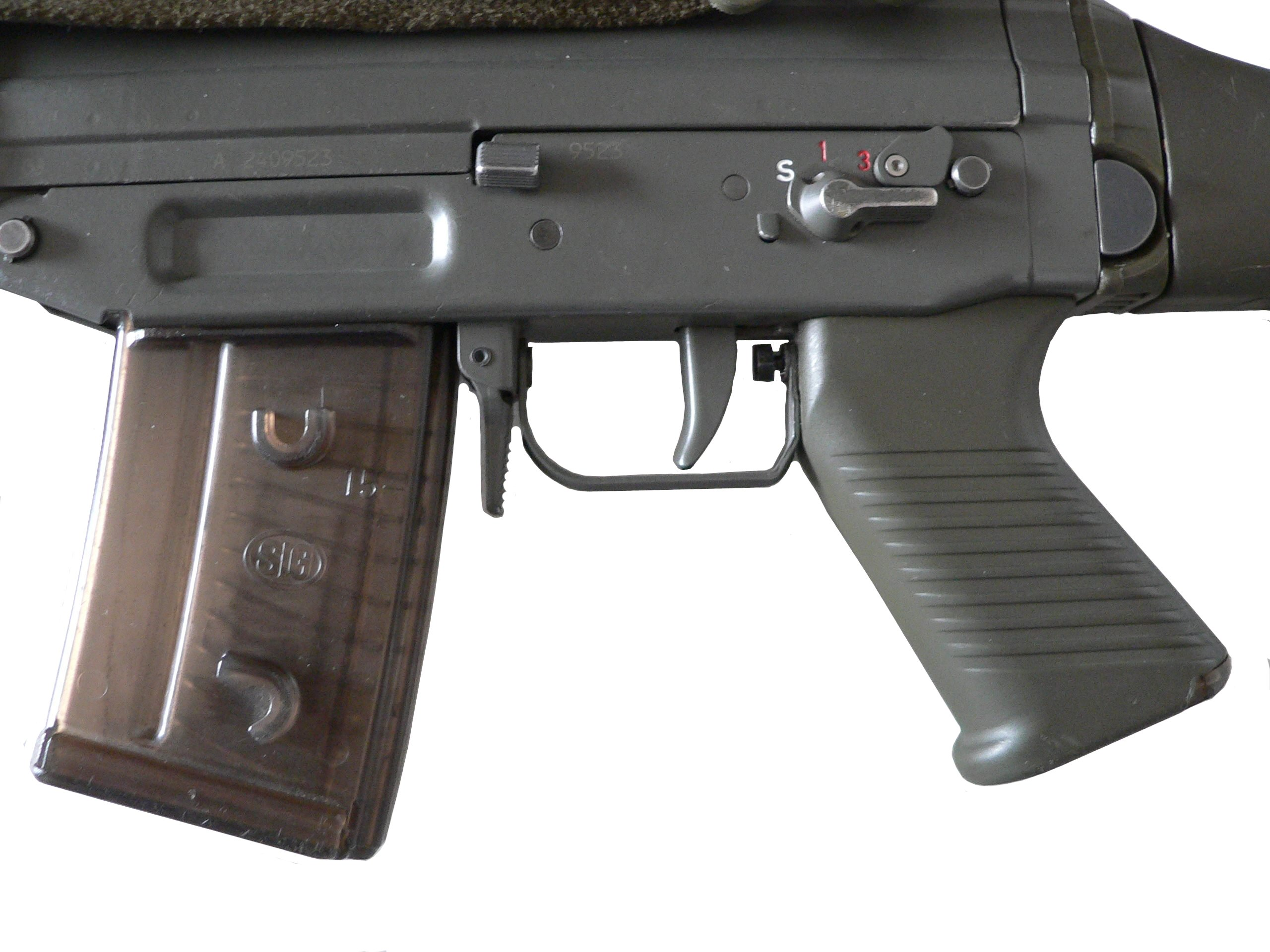

방아쇠울(trigger guard)은 화기의 방아쇠 주위를 고리 모양으로 둘러싸서 의도치 않은 격발을 막는 구조물이다.
방아쇠울은 우발적인 발사를 유발할 수 있는 방아쇠와의 원치 않는 접촉을 방지하도록 설계된 총기의 방아쇠를 둘러싼 보호 루프이다. 흡입기, 석궁 및 전동 공구와 같이 방아쇠와 같은 액추에이터 메커니즘을 사용하는 다른 장치에도 방아쇠울이 있을 수 있다.
바닥 금속이 있는 소총에서 방아쇠울은 바닥 금속의 일부로 통합된 경우도 있다.